# 나카타 히데토시
나카타 히데토시(일본어: 中田 英寿, Cavaliere OSSI, 1977년 1월 22일 ~ )는 일본의 전 축구 선수이다. 그는 현역 시절 1997년과 1998년에 2년 연속으로 아시아 올해의 축구 선수에 선정되었으며, 2004년에 펠레가 선정한 FIFA 100에 포함되기도 하였다.
그는 세리에 A 아시아인 최다 득점 보유자로 알려져 있다. 아시아 선수로는 최초로 발롱도르 후보에 오른 선수로도 유명합니다.

## 클럽 경력
나카타는 1995년 18세의 나이로 벨마레 히라쓰카에서 J리그에 데뷔하였고, 1998년 FIFA 월드컵 이후 이탈리아 세리에 A의 페루자로 이적하였다. 2000년 1월 4억 2천만 리라에 AS 로마에 입단하였고, 2001년 5월 6일 유벤투스를 상대로 두 골을 기록하는 등 2000-01 시즌 팀이 스쿠데토를 차지하는 것을 도왔다. 2001년 여름 파르마로 이적하였고, 2004년 1월 볼로냐로 다시 이적하였다. 2004-05 시즌을 앞두고 피오렌티나에 입단하였고, 2005년 8월 잉글랜드 프리미어리그의 볼턴에 임대되어 웨스트 브로미치와의 경기에서 골을 기록하기도 하였다.

## 국가대표팀 경력

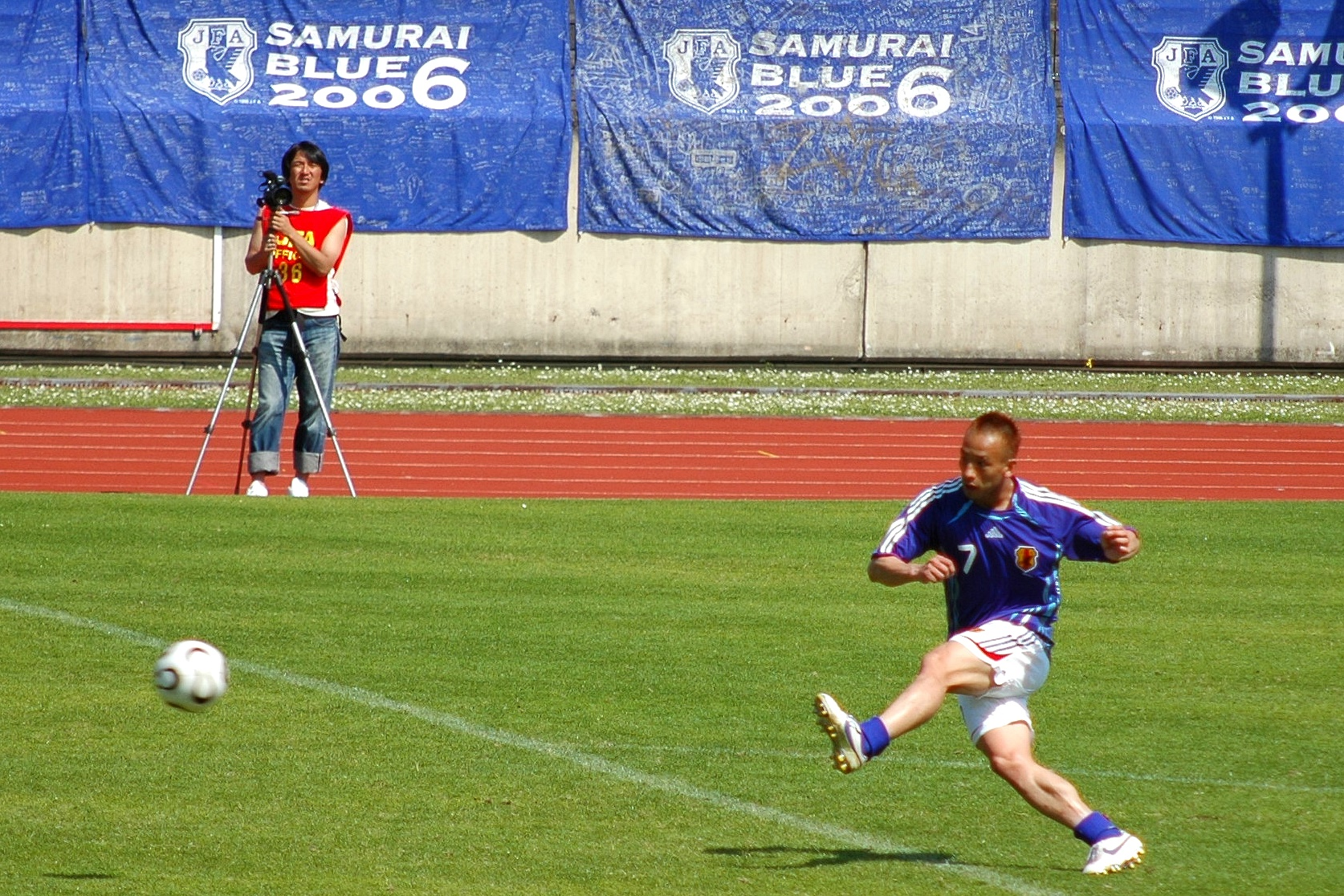
2006년 FIFA 월드컵에 앞서 연습하는 나카타 히데토시

나카타는 1996년 하계 올림픽 당시 올림픽 대표팀에 선발되었으며, 2000년 하계 올림픽에도 참가하였다. 1997년 5월, 1998년 FIFA 월드컵 예선에서 대한민국과의 경기로 국가대표팀에 데뷔하였고, 2001년 FIFA 컨페더레이션스컵에도 출전하여 팀의 준우승에 크게 공헌하였다. 2002년 FIFA 월드컵에도 참가하여, 튀니지와의 조별 예선 세 번째 경기에서 골을 넣는 등 맹활약을 펼쳐 팀의 16강을 이끌었다. 이후 2006년 FIFA 월드컵에 선발되어 조별 예선 세 경기에 모두 출전하였고, 크로아티아와의 조별 예선 두 번째 경기에서 경기 최우수선수에 선정되기도 하였다. 그는 2006년까지 국제 A매치 통산 77경기에 출전, 11득점을 넣었다.2006년 7월 3일 자신의 홈페이지를 통해 은퇴를 선언하였다.

## 은퇴 후
은퇴 직후에는 세계 여행을 하면서 축구를 통한 사회 공헌 활동을 해나갔고 이를 높이 평가한 FIFA에서 나카타를 FIFA 친선 대사에 임명하기도 했다. 현재는 일본주(酒)를 홍보, 마케팅하는 저팬 크래프트 사케 컴퍼니 사장을 맡고 있다. 2020년 3월 16일에 릿쿄 대학 경영학부 객원 교수에 임명되었다.

## 통계
| 일본 | 일본 | 일본 |
| 연도 | 출전 | 득점 |
| ---- | ---- | ---- |
| 1997 | 16   | 5    |
| 1998 | 10   | 1    |
| 1999 | 3    | 0    |
| 2000 | 4    | 0    |
| 2001 | 7    | 1    |
| 2002 | 8    | 2    |
| 2003 | 11   | 1    |
| 2004 | 2    | 0    |
| 2005 | 10   | 0    |
| 2006 | 6    | 1    |
| 통산 | 77   | 11   |

## 경력 목록
- 1993년 FIFA U-17 세계 축구 선수권 대회 국가대표
- 1994년 AFC 청소년 축구 선수권 대회 국가대표
- 1995년 FIFA 세계 청소년 축구 선수권 대회 국가대표
- 1996년 하계 올림픽 남자 축구 국가대표
- 1998년 다이너스티컵 국가대표
- 1998년 FIFA 월드컵 국가대표
- 2000년 하계 올림픽 남자 축구 국가대표
- 2001년 FIFA 컨페더레이션스컵 국가대표
- 2002년 FIFA 월드컵 국가대표
- 2003년 FIFA 컨페더레이션스컵 국가대표
- 2005년 FIFA 컨페더레이션스컵 국가대표
- 2006년 FIFA 월드컵 국가대표

## 수상 내역

#### 벨마레 히라쓰카
- 제록스 슈퍼컵 : 준우승 (1995)
- 아시안 컵 위너스컵 : 우승 (1995)
- 아시안 슈퍼컵 : 준우승 (1996)

#### AS 로마
- 세리에 A : 우승 (2000-01)

#### 파르마
- 코파 이탈리아 : 우승 (2000-01)
- 수페르코파 이탈리아나 : 준우승 (2002)

#### 일본
- 아시아 청소년 축구 선수권 대회 : 준우승 (1994)
- 다이너스티컵 : 우승 (1998)
- FIFA 컨페더레이션스컵 : 준우승 (2001)

### 개인
- J리그 베스트 11 : 1997
- J리그 올스타팀 : 1997
- 일본 올해의 선수상 : 1997
- 아시아 올해의 선수상 : 1997, 1998
- AFC 올스타팀 : 1997, 1998, 1999
- 다이너스티컵 MVP : 1998

#### 국가대표
- FIFA 컨페더레이션스컵 브론즈볼 : 2001
- FIFA 컨페더레이션스컵 베스트 일레븐 : 2001
- FIFA 월드컵 올스타팀 리저브 : 2002
- 2002년 FIFA 월드컵 맨 오브 더 매치 : vs. 튀니지 (조별리그)
- 2006년 FIFA 월드컵 맨 오브 더 매치 : vs. 크로아티아 (조별리그)

#### 선정
- FIFA 100 : 2004
- 골든풋 : 2014
- J리그 20주년 베스트 : 2013
- 옵타 AFC 월드컵 역대 베스트 : 2020
- IFFHS 레전드